# Spanje op de Olympische Zomerspelen 2016
Spanje nam deel aan de Olympische Zomerspelen 2016 in Rio de Janeiro, Brazilië. De selectie bestond uit 305 sporters die in 27 olympische sportdisciplines uitkwamen. Tennisser Rafael Nadal droeg de nationale vlag tijdens de openingsceremonie; snelwandelaar Jesús Ángel García deed dat bij de sluitingsceremonie.
De Spaanse olympische ploeg won een totaalaantal van zeventien medailles, waarvan zeven goud, vier zilver en zes brons. Het waren de meest succesvolle Zomerspelen voor Spanje sinds de Spelen van 1992, die plaatsvonden in Barcelona. Tot de gouden medaillewinnaars behoorde zwemster Mireia Belmonte, die de 200 meter vlinderslag won en daarmee de eerste Spaanse vrouw die zwemgoud won. Vlaggendrager Nadal en Marc López, twee vrienden, wonnen goud in het mannendubbelspel van het tennistoernooi. Badmintonster en nummer een van de wereld Carolina Marín won de olympische badmintonfinale in het enkelspel. De "vrouwelijke Nadal" versloeg in de finale de Indiase P.V. Sindhu. Niet eerder won een niet-Aziatische vrouw het olympisch badmintongoud.

## Medailleoverzicht
| Sport         | Olympiër                                                                     | Onderdeel                 | Medaille |
| ------------- | ---------------------------------------------------------------------------- | ------------------------- | -------- |
| Atletiek      | Ruth Beitia                                                                  | hoogspringen (v)          | Goud     |
| Badminton     | Carolina Marín                                                               | enkelspel (v)             | Goud     |
| Kanovaren     | Maialen Chourraut                                                            | K-1 (v)                   | Goud     |
| Kanovaren     | Marcus Walz                                                                  | K-1 1000 m (m)            | Goud     |
| Kanovaren     | Saúl Craviotto Cristian Toro                                                 | K-2 0200 m (m)            | Goud     |
| Tennis        | Marc López Rafael Nadal                                                      | dubbelspel (m)            | Goud     |
| Zwemmen       | Mireia Belmonte                                                              | 200 m vlinderslag (v)     | Goud     |
| Atletiek      | Orlando Ortega                                                               | 110 m horden (m)          | Zilver   |
| Basketbal     | olympisch team                                                               | vrouwen                   | Zilver   |
| Gymnastiek    | Sandra Aguilar Artemi Gavezou Elena López Lourdes Mohedano Alejandra Quereda | rsg meerkamp team (v)     | Zilver   |
| Taekwondo     | Eva Calvo Gómez                                                              | lichtgewicht (–57 kg) (v) | Zilver   |
| Basketbal     | olympisch team                                                               | mannen                    | Brons    |
| Gewichtheffen | Lidia Valentín                                                               | zwaargewicht (–75 kg) (v) | Brons    |
| Kanovaren     | Saúl Craviotto                                                               | K-1 0200 m (m)            | Brons    |
| Taekwono      | Joel González                                                                | lichtgewicht (–68 kg) (m) | Brons    |
| Wielersport   | Carlos Coloma Nicolás                                                        | mountainbike (m)          | Brons    |
| Zwemmen       | Mireia Belmonte                                                              | 400 m wisselslag (v)      | Brons    |

## Deelnemers
(m) = mannen, (v) = vrouwen, (g) = gemengd

### Atletiek
| Olympiër              | Onderdeel               | Resultaat    | Prestatie |
| --------------------- | ----------------------- | ------------ | --- |
| Bruno Hortelano       | 200 m (m)               | halve finale | series: 20.12 (1e, NR) halve finale: 20.16 (4e) |
| Daniel Andújar        | 800 m (m)               | series       | series: 1:48.50 (4e) |
| Álvaro de Arriba      | 800 m (m)               | series       | series: 1:46.86 (4e) |
| Kevin López           | 800 m (m)               | series       | series: 1:53.41 (8e) |
| David Bustos          | 1500 m (m)              | 7e           | series: 3:39.73 (7e) halve finale: 3:56.54 (11e) finale: 3:51.06 (7e) |
| Antonio Abadia        | 5000 m (m)              | series       | series: 14:33.20 (22e) |
| Ilias Fifa            | 5000 m (m)              | series       | series: 13:30.23 (9e) |
| Adel Mechaal          | 1500 m (m)              | series       | series: 3:48.41 (9e) |
| Adel Mechaal          | 5000 m (m)              | series       | series: 13:34.42 (17e) |
| Yidiel Contreras      | 110 m horden (m)        | halve finale | series: 13.62 (5e) halve finale: 13.54 (6e) |
| Orlando Ortega        | 110 m horden (m)        | Zilver       | series: 13.32 (1e) halve finale: 13.32 (1e) finale: 13.17 (2e) |
| Sergio Fernández      | 400 m horden (m)        | halve finale | series: 49.31 (5e) halve finale: 48.87 (3e, NR) |
| Fernando Carro        | 3000 m steeplechase (m) | series       | series: 8:34.45 (10e) |
| Sebastián Martos      | 3000 m steeplechase (m) | series       | series: 8:28.44 (5e) |
| Abdelaziz Merzougui   | 3000 m steeplechase (m) | series       | series: 9:03.40 (15e) |
| Carles Castillejo     | marathon (m)            | 49e          | 2:18:34 (49e) |
| Jesús España          | marathon (m)            | 65e          | 2:20:08 (65e) |
| Francisco Arcilla     | 20 km snelwandelen (m)  | 55e          | 1:27:50 (55e) |
| Miguel Ángel López    | 20 km snelwandelen (m)  | 11e          | 1:20:58 (11e) |
| Álvaro Martín         | 20 km snelwandelen (m)  | 22e          | 1:22:11 (22e) |
| José Ignacio Díaz     | 50 km snelwandelen      | DNF          | DNF |
| Jesús Ángel García VS | 50 km snelwandelen      | 20e          | 3:54:29 (20e) |
| Miguel Ángel López    | 50 km snelwandelen      | DNF          | DNF |
| Jean Marie Okutu      | verspringen (m)         | 20e          | kwalificaties: 7,75 m (20e) |
| Pablo Torrijos        | hink-stap-springen (m)  | 31e          | kwalificaties: 16,11 m (31e) |
| Carlos Tobalina       | kogelstoten (m)         | 17e          | kwalificaties: 19,98 m (17e) |
| Borja Vivas           | kogelstoten (m)         | 14e          | kwalificaties: 20,25 m (14e) |
| Frank Casañas         | discuswerpen (m)        | 25e          | kwalificaties: 59,96 (25e) |
| Lois Maikel Martínez  | discuswerpen (m)        | 27e          | kwalificaties: 59,42 m (27e) |
| Javier Cienfuegos     | kogelslingeren (m)      | 27e          | kwalificaties: 69,73 m (27e) |
| Pau Tonnesen          | tienkamp                | 17e          | 100 m: 11.32 (791 punten) verspringen: 7,33 m (893 punten) kogelstoten: 13,69 m (709 punten) hoogspringen: 2,01 m (813 punten) 400 m: 50.81 (778 punten) 110 m horden: 14.99 (851 punten) discuswerpen: 46.31 (794 punten) polsstokhoogspringen: 5,20 m (972 punten) speerwerpen: 60,15 m (740 punten) 1500 m: 4:46.27 (641 punten) totaal: 7982 punten (17e) |
|                       |                         |              | |
| Estela García         | 200 m (v)               | series       | series: 23.43 (6e) |
| Aauri Bokesa          | 400 m (v)               | series       | series: 53.51 (6e) |
| Esther Guerrero       | 800 m (v)               | series       | series: 2:01.85 (3e) |
| Trihas Gebre          | 10.000 m (v)            | 29e          | 32:09.67 (29e) |
| Caridad Jerez         | 100 m horden (v)        | series       | series: 13.26 (6e) |
| Diana Martín          | 3000 m steeplechase (v) | series       | series: 9:44.07 (12e) |
| Alessandra Aguilar    | marathon (v)            | DNF          | DNF |
| Azucena Díaz          | marathon (v)            | 34e          | 2:35:02 (34e) |
| Estela Navascués      | marathon (v)            | DNF          | DNF |
| Raquel González       | 20 km snelwandelen (v)  | 20e          | 1:33:03 (20e) |
| Beatriz Pascual       | 20 km snelwandelen (v)  | 8e           | 1:30:24 (8e) |
| Julia Takacs          | 20 km snelwandelen (v)  | 33e          | 1:35:45 (33e) |
| Ruth Beitia           | hoogspringen (v)        | Goud         | kwalificaties: 1,94 m (1e) finale: 1,97 m (1e) |
| Juliet Itoya          | verspringen (v)         | 22e          | kwalificaties: 6,35 m (22e) |
| María del Mar Jover   | verspringen (v)         | 36e          | kwalificaties: 5,90 m (36e) |
| Concepción Montaner   | verspringen (v)         | 24e          | kwalificaties: 6,32 m (24e) |
| Patricia Sarrapio     | hink-stap-springen (v)  | 32e          | kwalificaties: 13,35 m (32e) |
| Sabina Asenjo         | discuswerpen (v)        | 23e          | kwalificaties: 56,94 m (23e) |

### Badminton
| Olympiër       | Onderdeel     | Resultaat  | Prestatie |
| -------------- | ------------- | ---------- | --- |
| Pablo Abián    | enkelspel (m) | groepsfase | groepsfase won van Jaspar Yu Woon (21–12, 21–10) verloor van Hu Yun (18–21, 19–21) |
|                |               |            | |
| Carolina Marín | enkelspel (v) | Goud       | groepsfase won van Nanna Vainio (21–6, 21–4) won van Line Kjærsfeldt (21–16, 21–13) kwartfinale won van Sung Ji-hyun (21–12, 21–16) halve finale won van Li Xuerui (21–14, 21–16) finale won van P.V. Sindhu (19–21, 21–12, 21–15) |

### Basketbal
Mannen
| Olympiër | Onderdeel | Resultaat | Prestatie |
| --- | --------- | --------- | --------- |
| Álex Abrines José Manuel Calderón Víctor Claver Rudy Fernández Pau Gasol Willy Hernangómez Sergio Llull Nikola Mirotić Juan Carlos Navarro Felipe Reyes Sergio Rodríguez Ricky Rubio | mannen    | Brons     | zie onder |

| Groep B |            |             |             |             |            |            |            |        |
| №       | Land       | Wedstrijden | Wedstrijden | Wedstrijden | Doelpunten | Doelpunten | Doelpunten | Punten |
| №       | Land       | G           | W           | V           | V          | T          | Saldo      | Punten |
| 1       | Kroatië    | 5           | 3           | 2           | 400        | 407        | –7         | 8      |
| 2       | Spanje     | 5           | 3           | 2           | 432        | 337        | +75        | 8      |
| 3       | Litouwen   | 5           | 3           | 2           | 392        | 428        | –36        | 8      |
| 4       | Argentinië | 5           | 3           | 2           | 441        | 428        | +13        | 8      |
| 5       | Brazilië   | 5           | 2           | 3           | 411        | 407        | +4         | 7      |
| 6       | Nigeria    | 5           | 1           | 4           | 392        | 441        | –49        | 6      |

| Ronde          | Datum       | Lokale tijd | MEZT           | Plaats  | Land      | Score      | Land             |
| -------------- | ----------- | ----------- | -------------- | ------- | --------- | ---------- | ---------------- |
| Groepsfase     |             |             |                |         |           |            |                  |
| 7 augustus     | 19:00       | 00:00       | Rio de Janeiro | Kroatië | 72–70     | Spanje     |                  |
| 9 augustus     | 14:15       | 19:15       | Rio de Janeiro | Spanje  | 65–66     | Brazilië   |                  |
| 11 augustus    | 19:00       | 00:00       | Rio de Janeiro | Nigeria | 87–96     | Spanje     |                  |
| 13 augustus    | 19:00       | 00:00       | Rio de Janeiro | Spanje  | 109–59    | Litouwen   |                  |
| 15 augustus    | 19:00       | 00:00       | Rio de Janeiro | Spanje  | 92–73     | Argentinië |                  |
| Kwartfinale    | 17 augustus | 14:30       | Rio de Janeiro | 19:30   | Spanje    | 92–67      | Frankrijk        |
| Halve finale   | 19 augustus | 15:30       | Rio de Janeiro | 20:30   | Spanje    | 76–82      | Verenigde Staten |
| Bronzen finale | 21 augustus | 11:30       | Rio de Janeiro | 16:30   | Australië | 88–89      | Spanje           |

Vrouwen
| Olympiër | Onderdeel | Resultaat | Prestatie |
| --- | --------- | --------- | --------- |
| Laura Nicholls Silvia Domínguez Alba Torrens Leticia Romero Laia Palau Marta Xargay Laura Gil Lucila Pascua Anna Cruz Astou Ndour Leonor Rodríguez Laura Quevedo | vrouwen   | Zilver    | zie onder |

| Groep B |                  |             |             |             |        |        |        |        |
| #       | Land             | Wedstrijden | Wedstrijden | Wedstrijden | Punten | Punten | Punten | Punten |
| #       | Land             | G           | W           | V           | V      | T      | Saldo  | Punten |
| 1       | Verenigde Staten | 5           | 5           | 0           | 520    | 316    | +204   | 10     |
| 2       | Spanje           | 5           | 4           | 1           | 387    | 333    | +54    | 9      |
| 3       | Canada           | 5           | 3           | 2           | 340    | 347    | –7     | 8      |
| 4       | Servië           | 5           | 2           | 3           | 385    | 406    | –21    | 7      |
| 5       | China            | 5           | 1           | 4           | 371    | 428    | –57    | 6      |
| 6       | Senegal          | 5           | 0           | 5           | 309    | 482    | –173   | 5      |

| Ronde        | Datum       | Lokale tijd | MEZT           | Plaats           | Land   | Score   | Land             |
| Groepsfase   |             |             |                |                  |        |         |                  |
| ------------ | ----------- | ----------- | -------------- | ---------------- | ------ | ------- | ---------------- |
| Groepsfase   | 7 augustus  | 14:15       | 19:15          | Rio de Janeiro   | Servië | 59–65   | Spanje           |
| Groepsfase   | 8 augustus  | 12:00       | 17:00          | Rio de Janeiro   | Spanje | 63–103  | Verenigde Staten |
| Groepsfase   | 10 augustus | 12:15       | 17:15          | Rio de Janeiro   | China  | 68–89   | Spanje           |
| Groepsfase   | 12 augustus | 17:45       | 22:45          | Rio de Janeiro   | Spanje | 97–43   | Senegal          |
| Groepsfase   | 14 augustus | 17:45       | 22:45          | Rio de Janeiro   | Spanje | 73–60   | Canada           |
| Kwartfinale  |             |             |                |                  |        |         |                  |
| 16 augustus  | 14:30       | 19:30       | Rio de Janeiro | Spanje           | 64–62  | Turkije |                  |
| Halve finale |             |             |                |                  |        |         |                  |
| 18 augustus  | 15:00       | 20:00       | Rio de Janeiro | Spanje           | 68–54  | Servië  |                  |
| Finale       |             |             |                |                  |        |         |                  |
| 20 augustus  | 15:30       | 20:30       | Rio de Janeiro | Verenigde Staten | 101–72 | Spanje  |                  |

### Boksen
| Olympiër       | Onderdeel  | Resultaat    | Prestatie |
| -------------- | ---------- | ------------ | --- |
| Samuel Carmona | –49 kg (m) | kwartfinale  | eerste ronde won van Artur Hovhannisyan (3–0) tweede ronde won van Paddy Barnes (2–1) verloor van Yuberjén Martínez (1–2) |
| Youba Sissokho | –69 kg (m) | eerste ronde | eerste ronde verloor van Shakhram Giyasov (0–3)                                                                           |

### Boogschieten
| Olympiër                                                 | Onderdeel       | Resultaat    | Prestatie |
| -------------------------------------------------------- | --------------- | ------------ | --- |
| Miguel Alvariño                                          | individueel (m) | tweede ronde | plaatsingsronde: 651 punten (44e) eerste ronde won van Lucas Daniel (6–0) tweede ronde verloor van Lee Seung-yun (1–7)                                                            |
| Antonio Fernández                                        | individueel (m) | derde ronde  | plaatsingsronde: 657 punten (35e) eerste ronde won van Kao Hao-wen (6–0) tweede ronde won van David Pasqualucci (6–2) derde ronde verloor van Taylor Worth (3–7)                  |
| Juan Ignacio Rodríguez                                   | individueel (m) | derde ronde  | plaatsingsronde: 678 punten (10e) eerste ronde won van Muhammad Akmal Nor Hasrin (6–0) tweede ronde won van Robin Ramaekers (6–0) derde ronde verloor van Takaharu Furukawa (3–7) |
| Miguel Alvariño Antonio Fernández Juan Ignacio Rodríguez | team (m)        | eerste ronde | plaatsingsronde: 1986 punten (8e) eerste ronde verloren van Nederland (1–5) |
|                                                          |                 |              | |
| Adriana Martín                                           | individueel (v) | eerste ronde | plaatsingsronde: 630 punten (32e) eerste ronde verloor van Le Chien-ying (2–6) |

### Gewichtheffen
| Olympiër       | Onderdeel  | Resultaat | Prestatie                                                       |
| -------------- | ---------- | --------- | --------------------------------------------------------------- |
| Josué Brachi   | –56 kg (m) | DNF       | trekken: DNF                                                    |
| David Sánchez  | –69 kg (m) | 10e       | trekken: 142 kg (12e) stoten: 175 kg (15e) totaal: 317 kg (10e) |
| Andrés Mata    | –77 kg (m) | 7e        | trekken: 153 kg (8e) stoten: 190 kg (7e) totaal: 343 kg (7e)    |
|                |            |           |                                                                 |
| Lidia Valentín | –75 kg (v) | Brons     | trekken: 116 kg (2e) stoten: 141 kg (3e) totaal: 257 kg (3e)    |

### Golf
| Olympiër             | Onderdeel | Resultaat | Prestatie                   |
| -------------------- | --------- | --------- | --------------------------- |
| Rafael Cabrera-Bello | mannen    | 5e        | totaal: 276 punten (par −5) |
| Sergio García        | mannen    | 8e        | totaal: 277 punten (par −7) |
|                      |           |           |                             |
| Carlota Ciganda      | vrouwen   | 39e       | totaal: 290 punten (par +6) |
| Azahara Muñoz        | vrouwen   | 21e       | totaal: 282 punten (par −2) |

### Gymnastiek
| Olympiër                                                                     | Onderdeel                | Resultaat | Prestatie |
| ---------------------------------------------------------------------------- | ------------------------ | --------- | --- |
| Néstor Abad                                                                  | meerkamp individueel (m) | 31e       | kwalificaties vloer: 14,033 paard voltige: 13,400 ringen: 14,333 sprong: 14,900 brug: 12,966 rekstok: 14,766 totaal: 84,398 (31e)                                            |
| Rayderley Zapata                                                             | vloer (m)                | 11e       | kwalificaties: 15,083 (11e) |
|                                                                              |                          |           | |
| Ana Pérez                                                                    | meerkamp individueel (v) | 36e       | kwalificaties sprong: 13,933 brug ongelijk: 13,633 balk: 13,600 vloer: 13,133 totaal: 54,299 (36e)                                                                           |
| Carolina Rodríguez                                                           | ritmisch individueel (v) | 8e        | kwalificaties hoepel: 17,566 bal: 17,750 knotsen: 17,833 lint: 17,366 totaal: 70,515 (7e) finale hoepel: 17,616 bal: 17,683 knotsen: 17,700 lint: 16,950 totaal: 69,949 (8e) |
| Sandra Aguilar Artemi Gavezou Elena López Lourdes Mohedano Alejandra Quereda | ritmisch team (v)        | Zilver    | kwalificaties 5 linten: 17,783 3 linten, 2 hoepels: 17,966 totaal: 35,749 (1e) finale 5 linten: 17,800 3 linten, 2 hoepels: 17,966 totaal: 35,766 (2e)                       |

### Handbal
| Olympiër | Onderdeel | Resultaat   | Prestatie |
| --- | --------- | ----------- | --------- |
| Marta López Carmen Martín Nely Carla Alberto Marta Mangué Macarena Aguilar Silvia Navarro Elisabeth Chávez Elisabeth Pinedo Nerea Pena Lara González Ortega Patricia Elorza Naiara Egozkue Ainhoa Hernández Darly de Paula Alexandrina Barbosa | vrouwen   | kwartfinale | zie onder |

| № | Land       | Wedstrijden | Wedstrijden | Wedstrijden | Wedstrijden | Doelpunten | Doelpunten | Doelpunten | Punten |
| - | ---------- | ----------- | ----------- | ----------- | ----------- | ---------- | ---------- | ---------- | ------ |
| № | Land       | G           | W           | G           | V           | V          | T          | Saldo      | Punten |
| 1 | Rusland    | 5           | 5           | 0           | 0           | 165        | 147        | +18        | 10     |
| 2 | Frankrijk  | 5           | 4           | 0           | 1           | 118        | 93         | +25        | 8      |
| 3 | Zweden     | 5           | 2           | 1           | 2           | 150        | 141        | +9         | 5      |
| 4 | Nederland  | 5           | 1           | 2           | 2           | 135        | 135        | 0          | 4      |
| 5 | Zuid-Korea | 5           | 1           | 1           | 3           | 130        | 136        | −6         | 3      |
| 6 | Argentinië | 5           | 0           | 0           | 5           | 101        | 147        | −46        | 0      |

| Ronde       | Datum       | Lokale tijd | MEZT           | Plaats         | Land   | Score     | Land      |
| ----------- | ----------- | ----------- | -------------- | -------------- | ------ | --------- | --------- |
| Groepsfase  |             |             |                |                |        |           |           |
| 6 augustus  | 16:40       | 21:40       | Rio de Janeiro | Montenegro     | 19−25  | Spanje    |           |
| 8 augustus  | 14:40       | 19:40       | Rio de Janeiro | Spanje         | 24−27  | Noorwegen |           |
| 10 augustus | 09:30       | 14:30       | Rio de Janeiro | Brazilië       | 24−29  | Spanje    |           |
| 12 augustus | 14:40       | 19:40       | Rio de Janeiro | Roemenië       | 24−21  | Spanje    |           |
| 14 augustus | 19:50       | 00:50       | Rio de Janeiro | Spanje         | 26−22  | Angola    |           |
| Kwartfinale | 16 augustus | 13:30       | 18:30          | Rio de Janeiro | Spanje | 26−27     | Frankrijk |

### Hockey
Mannen
| Olympiër | Onderdeel | Resultaat   | Prestatie |
| --- | --------- | ----------- | --------- |
| Francisco Cortés Sergi Enrique Bosco Pérez-Pla Miquel Delás Vicenç Ruiz Roc Oliva Josep Romeu Álvaro Iglesias Xavi Lleonart Andrés Mir Marc Sallés Salva Piera Jordi Carrera Álex Casasayas Manel Terraza David Alegre A Pau Quemada | mannen    | kwartfinale | zie onder |

| Groep A |                  |             |             |             |             |            |            |            |        |
| #       | Land             | Wedstrijden | Wedstrijden | Wedstrijden | Wedstrijden | Doelpunten | Doelpunten | Doelpunten | Punten |
| #       | Land             | G           | W           | G           | V           | V          | T          | Saldo      | Punten |
| 1       | België           | 5           | 4           | 0           | 1           | 21         | 5          | +16        | 12     |
| 2       | Spanje           | 5           | 3           | 1           | 1           | 13         | 6          | +7         | 10     |
| 3       | Australië        | 5           | 3           | 0           | 2           | 13         | 4          | +9         | 9      |
| 4       | Nieuw-Zeeland    | 5           | 2           | 1           | 2           | 17         | 8          | +9         | 7      |
| 5       | Groot-Brittannië | 5           | 0           | 2           | 3           | 14         | 10         | +4         | 4      |
| 6       | Brazilië         | 5           | 0           | 5           | 0           | 1          | 46         | –45        | 0      |

| Ronde       | Datum       | Lokale tijd | MEZT           | Plaats           | Land   | Score    | Land       |
| ----------- | ----------- | ----------- | -------------- | ---------------- | ------ | -------- | ---------- |
| Groepsfase  |             |             |                |                  |        |          |            |
| 6 augustus  | 19:30       | 00:30       | Rio de Janeiro | Spanje           | 7–0    | Brazilië |            |
| 7 augustus  | 20:30       | 01:30       | Rio de Janeiro | Australië        | 0–1    | Spanje   |            |
| 9 augustus  | 10:00       | 15:00       | Rio de Janeiro | Nieuw-Zeeland    | 2–3    | Spanje   |            |
| 11 augustus | 13:30       | 18:30       | Rio de Janeiro | Spanje           | 1–3    | België   |            |
| 12 augustus | 17:00       | 22:00       | Rio de Janeiro | Groot-Brittannië | 1–1    | Spanje   |            |
| Kwartfinale | 14 augustus | 10:00       | Rio de Janeiro | 15:00            | Spanje | 1–2      | Argentinië |

Vrouwen
| Olympiër | Onderdeel | Resultaat   | Prestatie |
| --- | --------- | ----------- | --------- |
| María López Rocio Ybarra Rocio Gutierrez Carlota Petchamé Carola Salvaterra María López de Eguilaz Berta Bonastre Cristina Guinea Alicia Magaz Lola Riera Xantal Giné Beatriz Pérez Gloria Comerma Georgina Oliva Begoña García Lucía Jimenez | vrouwen   | kwartfinale | zie onder |

| Nr. | Land          | Wedstrijden | Wedstrijden | Wedstrijden | Wedstrijden | Doelpunten | Doelpunten | Doelpunten | Punten |
| Nr. | Land          | G           | W           | G           | V           | V          | T          | Saldo      | Punten |
| --- | ------------- | ----------- | ----------- | ----------- | ----------- | ---------- | ---------- | ---------- | ------ |
| 1   | Nederland     | 5           | 4           | 1           | 0           | 13         | 1          | +12        | 13     |
| 2   | Nieuw-Zeeland | 5           | 3           | 1           | 1           | 11         | 5          | +6         | 10     |
| 3   | Duitsland     | 5           | 2           | 1           | 2           | 6          | 6          | 0          | 7      |
| 4   | Spanje        | 5           | 2           | 0           | 3           | 6          | 12         | –6         | 6      |
| 5   | China         | 5           | 1           | 2           | 2           | 3          | 5          | –2         | 5      |
| 6   | Zuid-Korea    | 5           | 0           | 1           | 4           | 3          | 13         | –10        | 1      |

| Ronde       | Datum       | Lokale tijd | MEZT           | Plaats         | Land             | Score         | Land   |
| ----------- | ----------- | ----------- | -------------- | -------------- | ---------------- | ------------- | ------ |
| Groepsfase  |             |             |                |                |                  |               |        |
| 7 augustus  | 12:30       | 17:30       | Rio de Janeiro | Nederland      | 5–0              | Spanje        |        |
| 8 augustus  | 19:30       | 00:30       | Rio de Janeiro | Spanje         | 0–2              | China         |        |
| 10 augustus | 10:00       | 15:00       | Rio de Janeiro | Spanje         | 1–2              | Nieuw-Zeeland |        |
| 11 augustus | 17:00       | 22:00       | Rio de Janeiro | Duitsland      | 1–2              | Spanje        |        |
| 13 augustus | 17:00       | 22:00       | Rio de Janeiro | Zuid-Korea     | 2–3              | Spanje        |        |
| Kwartfinale | 15 augustus | 18:00       | 23:00          | Rio de Janeiro | Groot-Brittannië | 3 –1          | Spanje |

### Judo
| Olympiër           | Onderdeel  | Resultaat    | Prestatie |
| ------------------ | ---------- | ------------ | --- |
| Francisco Garrigós | –60 kg (m) | tweede ronde | tweede ronde verloor van Tobias Englmaier: yuko |
| Sugoi Uriarte      | –66 kg (m) | tweede ronde | tweede ronde verloor van Nijat Shikhalizade: yuko |
|                    |            |              | |
| Julia Figueroa     | –48 kg (v) | tweede ronde | tweede ronde verloor van Dayaris Mestre: waza-ari |
| Laura Gómez        | –52 kg (v) | tweede ronde | eerste ronde won van Goelbadam Babamoeratova: ippon kwartfinale verloor van Andreea Chițu: ippon                                                                                    |
| María Bernabéu     | –70 kg (v) | kwartfinale  | tweede ronde won van Katarzyna Kłys: shido kwartfinale verloor van Yuri Alvear: ippon herkansing won van Linda Bolder: shido bronzen finale verloor van Laura Vargas Koch: waza-ari |

### Kanovaren
| Olympiër                                                | Onderdeel      | Resultaat | Prestatie                                                               |
| ------------------------------------------------------- | -------------- | --------- | ----------------------------------------------------------------------- |
| Ander Elosegi                                           | C-1 slalom (m) | 8e        | series: 97.33 (8e) halve finale: 97.93 (2e) finale: 101.27 (8e)         |
| Alfonso Benavides                                       | C-1 200 m (m)  | 4e        | series: 40.610 (1e) halve finale: 40.038 (2e) finale: 39.649 (4e)       |
| Saúl Craviotto                                          | K-1 200 m (m)  | Brons     | series: 34.694 (2e) halve finale: 34.545 (3e) finale: 35.662 (3e)       |
| Marcus Walz                                             | K-1 1000 m (m) | Goud      | series: 3:33.786 (3e) halve finale: 3:33.781 (3e) finale: 3:31.447 (1e) |
| Saúl Craviotto Cristian Toro                            | K-2 200 m (m)  | Goud      | series: 31.161 (1e) finale: 32.075 (1e)                                 |
| Óscar Carrera Rodrigo Germade Javier Hernanz Iñigo Peña | K-4 1000 m (m) | 5e        | series: 2:55.514 (3e) halve finale: 3:00.237 (2e) finale: 3:06.768 (5e) |
|                                                         |                |           |                                                                         |
| Maialen Chourraut                                       | K-1 slalom (v) | Goud      | series: 106.47 (11e) halve finale: 101.83 (3e) finale: 98.65 (1e)       |
| María Teresa Portela                                    | K-1 200 m (v)  | 6e        | series: 40.844 (3e) halve finale: 40.241 (2e) finale: 41.053 (6e)       |

### Paardensport
| Olympiër                                                                | Onderdeel                    | Resultaat | Prestatie |
| ----------------------------------------------------------------------- | ---------------------------- | --------- | --- |
| Claudio Castilla                                                        | dressuur (individueel)       | 38e       | Grand Prix: 69,814 (38e) |
| Beatriz Ferrer-Salat                                                    | dressuur (individueel)       | 10e       | Grand Prix: 74,829 (20e) Grand Prix Special: 76,863 (8e) Grand Prix Freestyle: 80,161 (10e)                                                                                                   |
| Severo Jurado                                                           | dressuur (individueel)       | 5e        | Grand Prix: 76,429 (11e) Grand Prix Special: 77,479 (6e) Grand Prix Freestyle: 83,553 (5e) |
| Daniel Martin Dockx                                                     | dressuur (individueel)       | 34e       | Grand Prix: 70,829 (34e) |
| Claudio Castilla Beatriz Ferrer-Salat Severo Jurado Daniel Martin Dockx | dressuur (team)              | 7e        | Grand Prix: 74,029 (7e) |
| Albert Hermoso                                                          | eventing (individueel)       | 63e       | dressuur: 64,30 strafpunten (63e) |
| Eduardo Álvarez                                                         | springconcours (individueel) | 27e       | kwalificatieronde 1: 4 strafpunten (27e) |
| Sergio Álvarez                                                          | springconcours (individueel) | 20e       | kwalificatieronde 1: 0 strafpunten (1e) kwalificatieronde 2: 0 strafpunten (1e) kwalificatieronde 3: 6 strafpunten (17e) finaleronde A: 0 strafpunten (1e) finaleronde B: 9 strafpunten (20e) |
| Pilar Cordón                                                            | springconcours (individueel) | 46e       | kwalificatieronde 1: 4 strafpunten (27e) kwalificatieronde 2: 8 strafpunten (46e) |
| Manuel Fernández                                                        | springconcours (individueel) | 38e       | kwalificatieronde 1: 4 strafpunten (27e) kwalificatieronde 2: 4 strafpunten (30e) kwalificatieronde 3: 9 strafpunten (38e)                                                                    |
| Eduardo Álvarez Sergio Álvarez Pilar Cordón Manuel Fernández            | springconcours (team)        | 11e       | kwalificatieronde 1: 8 strafpunten (8e) kwalificatieronde 2: 12 strafpunten (11e) |

### Roeien
| Olympiër                     | Onderdeel       | Resultaat | Prestatie                                                            |
| ---------------------------- | --------------- | --------- | -------------------------------------------------------------------- |
| Àlex Sigurbjörnsson Pau Vela | twee-zonder (m) | series    | series: 6:54.26 (5e) herkansing: 6:40.47 (4e)                        |
| Anna Boada Aina Cid          | twee-zonder (v) | 6e        | series: 7:12.00 (2e) halve finale: 7:30.79 (3e) finale: 7:35.22 (6e) |

### Rugby
| Olympiër | Onderdeel | Resultaat | Prestatie |
| --- | --------- | --------- | --------- |
| Javier Carrión Pablo Feijoó Igor Genua Francisco Hernández Ángel López Joan Losada Ignacio Martín Pol Plá Marcos Poggi César Sempere Matías Tudela A Iñaki Villanueva | mannen    | 10e       | zie onder |

| Groep B |             |             |             |             |             |        |        |        |        |
| #       | Land        | Wedstrijden | Wedstrijden | Wedstrijden | Wedstrijden | Punten | Punten | Punten | Punten |
| #       | Land        | G           | W           | G           | V           | V      | T      | Saldo  | Punten |
| 1       | Zuid-Afrika | 3           | 2           | 0           | 1           | 55     | 12     | +43    | 7      |
| 2       | Frankrijk   | 3           | 2           | 0           | 1           | 57     | 45     | +12    | 7      |
| 3       | Australië   | 3           | 2           | 0           | 1           | 52     | 48     | +4     | 7      |
| 4       | Spanje      | 3           | 0           | 0           | 3           | 17     | 76     | –59    | 3      |

| Ronde         | Datum       | Lokale tijd | MEZT           | Plaats         | Land             | Score  | Land   |
| ------------- | ----------- | ----------- | -------------- | -------------- | ---------------- | ------ | ------ |
| Groepsfase    |             |             |                |                |                  |        |        |
| 9 augustus    | 11:30       | 16:30       | Rio de Janeiro | Zuid-Afrika    | 24–0             | Spanje |        |
| 9 augustus    | 16:00       | 21:00       | Rio de Janeiro | Australië      | 26–12            | Spanje |        |
| 10 augustus   | 11:00       | 16:00       | Rio de Janeiro | Frankrijk      | 26–5             | Spanje |        |
| Plaatsen 9–12 | 10 augustus | 16:30       | 21:30          | Rio de Janeiro | Spanje           | 14–12  | Kenia  |
| Plaatsen 9–10 | 11 augustus | 13:00       | 18:00          | Rio de Janeiro | Verenigde Staten | 24–12  | Spanje |

Vrouwen
| Olympiër | Onderdeel | Resultaat | Prestatie |
| --- | --------- | --------- | --------- |
| Marina Bravo A María Casado Ángela Del Pan Amaia Erbina Iera Etxebarría Berta García Patricia García Elisabet Martínez Paula Medín Bárbara Pla Vanesa Rial María Ribera | vrouwen   | 7e        | zie onder |

| Groep A |               |             |             |             |             |        |        |        |        |
| #       | Land          | Wedstrijden | Wedstrijden | Wedstrijden | Wedstrijden | Punten | Punten | Punten | Punten |
| #       | Land          | G           | W           | G           | V           | V      | T      | Saldo  | Punten |
| 1       | Nieuw-Zeeland | 3           | 3           | 0           | 0           | 109    | 12     | +97    | 9      |
| 2       | Frankrijk     | 3           | 2           | 0           | 1           | 71     | 40     | +31    | 7      |
| 3       | Spanje        | 3           | 1           | 0           | 2           | 31     | 65     | –34    | 5      |
| 4       | Kenia         | 3           | 0           | 0           | 3           | 17     | 111    | –94    | 3      |

| Ronde        | Datum      | Lokale tijd | MEZT           | Plaats         | Land      | Score  | Land      |
| ------------ | ---------- | ----------- | -------------- | -------------- | --------- | ------ | --------- |
| Groepsfase   |            |             |                |                |           |        |           |
| 6 augustus   | 11:00      | 16:00       | Rio de Janeiro | Frankrijk      | 24–7      | Spanje |           |
| 6 augustus   | 16:30      | 21:30       | Rio de Janeiro | Nieuw-Zeeland  | 31–5      | Spanje |           |
| 7 augustus   | 11:00      | 16:00       | Rio de Janeiro | Spanje         | 19–10     | Kenia  |           |
| Kwartfinale  | 7 augustus | 17:00       | 22:00          | Rio de Janeiro | Australië | 24–0   | Spanje    |
| Plaatsen 5–8 | 8 augustus | 13:30       | 18:30          | Rio de Janeiro | Spanje    | 12–24  | Frankrijk |
| Plaatsen 7–8 | 8 augustus | 17:30       | 22:30          | Rio de Janeiro | Spanje    | 21–0   | Fiji      |

### Schietsport
| Olympiër          | Onderdeel                | Resultaat | Prestatie                                                                         |
| ----------------- | ------------------------ | --------- | --------------------------------------------------------------------------------- |
| Pablo Carrera     | 10 m luchtpistool (m)    | 10e       | kwalificaties: 579 punten (10e)                                                   |
| Pablo Carrera     | 50 m pistool (m)         | 9e        | kwalificaties: 555 punten (9e)                                                    |
| Jorge Díaz        | 10 m luchtgeweer (m)     | 27e       | kwalificaties: 620,9 punten (27e)                                                 |
| Alberto Fernández | trap (m)                 | 17e       | kwalificaties: 115 punten (17e)                                                   |
| Jorge Llames      | 25 m snelvuurpistool (m) | 14e       | kwalificaties: 577 punten (14e)                                                   |
|                   |                          |           |                                                                                   |
| Sonia Franquet    | 10 m luchtpistool (v)    | 6e        | kwalificaties: 384 punten (8e) finale: 116,5 punten (6e)                          |
| Sonia Franquet    | 25 m pistool (v)         | 35e       | kwalificaties: 564 punten (35e)                                                   |
| Fátima Gálvez     | trap (v)                 | 4e        | kwalificaties: 69 punten (3e) halve finale: 12 punten (4e) finale: 13 punten (4e) |

### Synchroonzwemmen
| Olympiër                    | Onderdeel | Resultaat | Prestatie |
| --------------------------- | --------- | --------- | --- |
| Ona Carbonell Gemma Mengual | duet      | 5e        | voorronde technische routine: 92,5024 (5e) vrije routine: 93,7667 (4e) totaal: 186,2691 (5e) finale vrije routine: 94,1333 (5e) totaal: 186,6357 (5e) |

### Taekwondo
| Olympiër      | Onderdeel  | Resultaat    | Prestatie |
| ------------- | ---------- | ------------ | --- |
| Jesús Tortosa | –58 kg (m) | eerste ronde | eerste ronde verloor van Zhao Shuai (3–7) herkansing won van Omar Hajjami (4–1) bronzen finale verloor van Luisito Pie (5–6SD)                                                     |
| Joel González | –68 kg (m) | Brons        | eerste ronde won van Filip Grgić (4–3) kwartfinale won van Pürevjavyn Temüüjin (7–4) halve finale verloor van Ahmad Abu-Ghaush (7–12) bronzen finale won van Edgar Contreras (4–3) |
|               |            |              | |
| Eva Calvo     | –57 kg (v) | Zilver       | eerste ronde won van Phannapa Harnsujin (6–5) kwartfinale won van Kimia Alizadeh (8–7) halve finale won van Hedaya Malak (1–0SD) finale verloor van Jade Jones (7–16)              |

### Tafeltennis
| Olympiër     | Onderdeel     | Resultaat    | Prestatie                                                                          |
| ------------ | ------------- | ------------ | ---------------------------------------------------------------------------------- |
| He Zhiwen    | enkelspel (m) | tweede ronde | eerste ronde won van Feng Yijun (4–2) tweede ronde verloor van Chen Chien-an (2–4) |
|              |               |              |                                                                                    |
| Galia Dvorak | enkelspel (v) | eerste ronde | eerste ronde verloor van Lin Gui (2–4)                                             |
| Shen Yanfei  | enkelspel (v) | tweede ronde | tweede ronde verloor van Ni Xialian (3–4)                                          |

### Tennis
| Olympiër                                       | Onderdeel      | Resultaat    | Prestatie |
| ---------------------------------------------- | -------------- | ------------ | --- |
| Roberto Bautista Agut                          | enkelspel (m)  | kwartfinale  | eerste ronde won van Andrej Koeznetsov (6–7, 6–2, ret.) tweede ronde won van Paolo Lorenzi (7–6, 6–2) derde ronde won van Gilles Müller (6–4, 7–6) kwartfinale verloor van Juan Martín del Potro (5–7, 6–7) |
| David Ferrer                                   | enkelspel (m)  | tweede ronde | eerste ronde won van Denis Istomin (6–2, 6–1) tweede ronde verloor van Jevgeni Donskoj (6–3, 6–7, 5–7) |
| Rafael Nadal VO                                | enkelspel (m)  | halve finale | eerste ronde won van Federico Delbonis (6–2, 6–1) tweede ronde won van Andreas Seppi (6–3, 6–3) derde ronde won van Gilles Simon (7–6, 6–3) kwartfinale won van Thomaz Bellucci (2–6, 6–4, 6–2) halve finale verloor van Juan Martín del Potro (7–5, 4–6, 6–7) bronzen finale verloor van Kei Nishikori (2–6, 7–6, 3–6) |
| Albert Ramos Viñolas                           | enkelspel (m)  | eerste ronde | eerste ronde verloor van Kei Nishikori (2–6, 4–6) |
| Roberto Bautista Agut David Ferrer             | dubbelspel (m) | kwartfinale  | eerste ronde wonnen van Rosol – Štěpánek (6–1, 6–4) tweede ronde wonnen van Kubot – Matkowski (6–3, 7–6) kwartfinale verloren van Johnson – Sock (4–6, 2–6) |
| Marc López Rafael Nadal                        | dubbelspel (m) | Goud         | eerste ronde wonnen van Haase – Rojer (6–4, 6–4) tweede ronde wonnen van del Potro – González (6–3, 5–7, 6–2) kwartfinale wonnen van Marach – Peya (6–3, 6–1) halve finale wonnen van Nestor – Pospisil (7–6, 7–6) finale wonnen van Mergea – Tecău (6–2, 3–6, 6–4)                                                     |
|                                                |                |              | |
| Garbiñe Muguruza                               | enkelspel (v)  | derde ronde  | eerste ronde won van Andreea Mitu (6–2, 6–2) tweede ronde won van Nao Hibino (6–1, 6–1) derde ronde verloor van Mónica Puig (1–6, 1–6) |
| Carla Suárez Navarro                           | enkelspel (v)  | derde ronde  | eerste ronde won van Ana Ivanović (2–6, 6–1, 6–2) tweede ronde won van Ana Konjuh (7–6, 6–3) derde ronde verloor van Madison Keys (3–6, 6–3, 3–6) |
| Anabel Medina Garrigues Arantxa Parra Santonja | dubbelspel (v) | eerste ronde | eerste ronde verloren van Mattek-Sands – Vandeweghe (1–6, 1–6) |
| Garbiñe Muguruza Carla Suárez Navarro          | dubbelspel (v) | kwartfinale  | eerste ronde wonnen van Gonçalves – Pereira (7–6, 6–2) tweede ronde wonnen van Flipkens – Wickmayer (7–5, 2–6, 6–2) kwartfinale verloren van Makarova – Vesnina (3–6, 4–6) |
|                                                |                |              | |
| Garbiñe Muguruza Rafael Nadal                  | dubbelspel (g) | eerste ronde | eerste ronde verloren van Hradecká – Štěpánek (w/o) |
| David Ferrer Carla Suárez Navarro              | dubbelspel (g) | eerste ronde | eerste ronde verloren van Watson – Murray (3–6, 4–6) |

### Triatlon
| Olympiër          | Onderdeel | Resultaat | Prestatie                                                                 |
| ----------------- | --------- | --------- | ------------------------------------------------------------------------- |
| Fernando Alarza   | mannen    | 18e       | zwemmen: 18:05 wielrennen: 56:23 hardlopen: 32:11 totaal: 1:48:08 (18e)   |
| Vicente Hernández | mannen    | 27e       | zwemmen: 18:10 wielrennen: 55:41 hardlopen: 33:34 totaal: 1:48:50 (27e)   |
| Mario Mola        | mannen    | 8e        | zwemmen: 17:37 wielrennen: 56:18 hardlopen: 31:12 totaal: 1:46:26 (8e)    |
|                   |           |           |                                                                           |
| Miriam Casillas   | vrouwen   | 43e       | zwemmen: 20:04 wielrennen: 1:06:03 hardlopen: 37:51 totaal: 2:05:32 (43e) |
| Ainhoa Murúa      | vrouwen   | DNF       | zwemmen: 19:19 wielrennen: 1:04:29 hardlopen: DNF                         |
| Carolina Routier  | vrouwen   | DNF       | zwemmen: 19:01 wielrennen: LAP                                            |

### Volleybal
| Olympiër                         | Onderdeel | Resultaat      | Prestatie |
| -------------------------------- | --------- | -------------- | --- |
| Adrián Gavira Pablo Herrera      | beach (m) | achtste finale | groepsfase wonnen van Huber – Seidl (14–21, 21–17, 15–13) verloren van Jefferson – Cherif (21–13, 18–21, 12–15) wonnen van Gibb – Patterson (21–19, 16–21, 15–7) achtste finale verloren van Alison – Schmidt (22–24, 13–21) |
|                                  |           |                | |
| Elsa Baquerizo Liliana Fernández | beach (v) | achtste finale | groepsfase wonnen van Gallay – Klug (21–11, 21–19) wonnen van Hermannová – Sluková (21–15, 21–19) wonnen van Bednarczuk – Seixas (21–17, 22–20) achtste finale verloren van Birlova – Oekolova (21–23, 22–24)                |

### Waterpolo
Mannen
| Olympiër | Onderdeel | Resultaat | Prestatie |
| --- | --------- | --------- | --------- |
| Iñaki Aguilar Alberto Munarriz Ricard Alarcón Marc Roca Guillermo Molina Rios Marc Minguell Balázs Szirányi Albert Español Roger Tahull Francisco Fernández Blai Mallarach Gonzalo Echenique Daniel López | mannen    | 7e        | zie onder |

| Groep B |                  |             |             |             |            |            |            |            |        |
| #       | Land             | Wedstrijden | Wedstrijden | Wedstrijden | Doelpunten | Doelpunten | Doelpunten | Doelpunten | Punten |
| #       | Land             | G           | W           | G           | V          | V          | T          | Saldo      | Punten |
| 1       | Spanje           | 5           | 3           | 1           | 1          | 46         | 35         | +11        | 7      |
| 2       | Kroatië          | 5           | 3           | 0           | 2          | 37         | 37         | 0          | 6      |
| 3       | Italië           | 5           | 3           | 0           | 2          | 40         | 41         | –1         | 6      |
| 4       | Montenegro       | 5           | 2           | 1           | 2          | 36         | 32         | +4         | 5      |
| 5       | Verenigde Staten | 5           | 2           | 0           | 3          | 35         | 35         | 0          | 4      |
| 6       | Frankrijk        | 5           | 1           | 0           | 4          | 28         | 42         | –14        | 0      |

| Ronde        | Datum       | Lokale tijd | MEZT           | Plaats           | Land        | Score     | Land   |
| ------------ | ----------- | ----------- | -------------- | ---------------- | ----------- | --------- | ------ |
| Groepsfase   |             |             |                |                  |             |           |        |
| 6 augustus   | 11:40       | 16:40       | Rio de Janeiro | Spanje           | 8–9         | Italië    |        |
| 8 augustus   | 11:40       | 16:40       | Rio de Janeiro | Verenigde Staten | 9–10        | Spanje    |        |
| 10 augustus  | 20:50       | 01:50       | Rio de Janeiro | Spanje           | 9–4         | Kroatië   |        |
| 12 augustus  | 20:50       | 01:50       | Rio de Janeiro | Spanje           | 10–4        | Frankrijk |        |
| 14 augustus  | 12:50       | 17:50       | Rio de Janeiro | Montenegro       | 9–9         | Spanje    |        |
| Kwartfinale  | 16 augustus | 12:20       | 17:20          | Rio de Janeiro   | Servië      | 10–7      | Spanje |
| Plaatsen 5–8 | 18 augustus | 15:10       | 20:10          | Rio de Janeiro   | Griekenland | 9–7       | Spanje |
| Plaatsen 7–8 | 20 augustus | 11:40       | 16:40          | Rio de Janeiro   | Brazilië    | 8–9       | Spanje |

Vrouwen
| Olympiër | Onderdeel | Resultaat | Prestatie |
| --- | --------- | --------- | --------- |
| Laura Ester Marta Bach Anna Espar Beatriz Ortiz Matilde Ortiz Paula Leitón Clara Espar Pilar Peña Carrasco Judith Forca Roser Tarrago Maica García Godoy Laura López Patricia Herrera | vrouwen   | 5e        | zie onder |

| Groep B |                  |             |             |             |             |            |            |            |        |
| #       | Land             | Wedstrijden | Wedstrijden | Wedstrijden | Wedstrijden | Doelpunten | Doelpunten | Doelpunten | Punten |
| #       | Land             | GW          | G           | W           | V           | V          | T          | Saldo      | Punten |
| 1       | Verenigde Staten | 3           | 3           | 0           | 0           | 34         | 14         | +20        | 6      |
| 2       | Spanje           | 3           | 2           | 0           | 1           | 27         | 29         | –2         | 4      |
| 3       | Hongarije        | 3           | 1           | 0           | 2           | 29         | 33         | –4         | 2      |
| 4       | China            | 3           | 0           | 0           | 3           | 23         | 37         | –14        | 0      |

| Datum       | Lokale tijd | MEZT  | Plaats         | Ronde        | Land      | Score | Land             |
| ----------- | ----------- | ----- | -------------- | ------------ | --------- | ----- | ---------------- |
| 9 augustus  | 11:40       | 17:40 | Rio de Janeiro | groepsfase   | Spanje    | 4–11  | Verenigde Staten |
| 11 augustus | 13:00       | 18:00 | Rio de Janeiro | groepsfase   | Spanje    | 11–10 | Hongarije        |
| 13 augustus | 09:00       | 14:00 | Rio de Janeiro | groepsfase   | China     | 8–12  | Spanje           |
| 15 augustus | 18:20       | 23:20 | Rio de Janeiro | kwartfinale  | Rusland   | 12–10 | Spanje           |
| 17 augustus | 15:10       | 20:10 | Rio de Janeiro | plaatsen 5–8 | Spanje    | 11–6  | China            |
| 19 augustus | 14:10       | 19:10 | Rio de Janeiro | plaatsen 5–6 | Australië | 10–12 | Spanje           |

### Wielersport
| Olympiër                       | Onderdeel        | Resultaat    | Prestatie                                                                                              |
| ------------------------------ | ---------------- | ------------ | --- |
| Imanol Erviti                  | weg (m)          | DNF          | DNF |
| Joaquim Rodríguez              | weg (m)          | 5e           | 6:10:27 (5e)                                                                                           |
| Alejandro Valverde             | weg (m)          | 30e          | 6:19:43 (30e)                                                                                          |
| Jonathan Castroviejo           | weg (m)          | DNF          | DNF |
| tijdrit (m)                    | weg (m)          | 4e           | 1:13:21.50 (4e)                                                                                        |
| Jon Izagirre                   | weg (m)          | DNF          | DNF |
| tijdrit (m)                    | weg (m)          | 8e           | 1:14:21.59 (8e)                                                                                        |
| Juan Peralta                   | sprint (m)       | 19e          | kwalificatieronde: 10.055 (19e)                                                                        |
| Carlos Coloma                  | mountainbike (m) | Brons        | 1:34:51 (3e)                                                                                           |
| José Antonio Hermida           | mountainbike (m) | 15e          | 1:38:21 (15e)                                                                                          |
| David Valero                   | mountainbike (m) | 9e           | 1:37:00 (9e)                                                                                           |
|                                |                  |              | |
| Ane Santesteban                | weg (v)          | 47e          | 4:02:59 (47e)                                                                                          |
| Tania Calvo                    | sprint (v)       | 19e          | kwalificatieronde: 11.162 (19e)                                                                        |
| Helena Casas Roige             | sprint (v)       | 26e          | kwalificatieronde: 11.707 (26e)                                                                        |
| Tania Calvo Helena Casas Roige | teamsprint (v)   | 7e           | kwalificatieronde: 33.891 (8e) halve finale verloren van China (33.531, 7e)                            |
| Tania Calvo                    | keirin (v)       | eerste ronde | eerste ronde serie: DNF herkansing verloor van Ljoebov Basova (+0.199, 4e)                             |
| Helena Casas Roige             | keirin (v)       |              | eerste ronde verloor van Rebecca James (+0.092, 4e) herkansing verloor van Ljoebov Basova (+0.124, 3e) |

### Worstelen
| Olympiër       | Onderdeel              | Resultaat | Prestatie                               |
| -------------- | ---------------------- | --------- | --------------------------------------- |
| Taimuraz Friev | –74 kg vrije stijl (m) | voorronde | voorronde verloor van Liván López (1–3) |

### Zeilen
| Olympiër                        | Onderdeel    | Resultaat | Prestatie                |
| ------------------------------- | ------------ | --------- | ------------------------ |
| Iván Pastor                     | RS:X (m)     | 9e        | totaal: 127 punten (9e)  |
| Joaquín Blanco                  | Laser        | 36e       | totaal: 286 punten (36e) |
| Joan Herp Jordi Xammar          | 470 (m)      | 12e       | totaal: 97 punten (12e)  |
| Diego Botín Iago López          | 49er (m)     | 9e        | totaal: 120 punten (9e)  |
|                                 |              |           |                          |
| Marina Alabau                   | RS:X (v)     | 5e        | totaal: 71 punten (5e)   |
| Alicia Cebrián                  | Laser Radial | 17e       | totaal: 130 punten (17e) |
| Bàrbara Cornudella Sara López   | 470 (v)      | 12e       | totaal: 103 punten (12e) |
| Berta Betanzos Támara Echegoyen | 49erFX (v)   | 4e        | totaal: 60 punten (4e)   |
|                                 |              |           |                          |
| Fernando Echavarri Tara Pacheco | Nacra 17 (g) | 11e       | totaal: 101 punten (11e) |

### Zwemmen
| Olympiër                                                                 | Onderdeel              | Resultaat | Prestatie                                                            |
| ------------------------------------------------------------------------ | ---------------------- | --------- | -------------------------------------------------------------------- |
| Antonio Arroyo                                                           | 1500 m vrije slag (m)  | 26e       | series: 15:12.61 (26e)                                               |
| Marc Sánchez                                                             | 1500 m vrije slag (m)  | 24e       | series: 15:11.38 (24e)                                               |
| Miguel Durán                                                             | 400 m vrije slag (m)   | 37e       | series: 3:53.40 (37e)                                                |
| Hugo González                                                            | 100 m rugslag (m)      | 20e       | series: 54.18 (20e)                                                  |
| Hugo González                                                            | 200 m rugslag (m)      | 16e       | series: 1:57.50 (14e) halve finale: 1:59.08 (16e)                    |
| Carlos Peralta                                                           | 200 m vlinderslag (m)  | 21e       | series: 1:56.98 (21e)                                                |
| Joan Lluis Pons                                                          | 400 m wisselslag (m)   | 8e        | series: 4:13.55 (8e, NR) finale: 4:16.58 (8e)                        |
| Eduardo Solaeche                                                         | 200 m wisselslag (m)   | 15e       | series: 1:59.67 (12e) halve finale: 2:00.47 (15e)                    |
| Márkel Alberdi Aitor Martínez Bruno Ortíz-Cañavate Miguel Ortíz-Cañavate | 4x100 m vrije slag (m) | 14e       | series: 3:16.71 (14e, NR)                                            |
| Miguel Durán Victor Martín Albert Puig Marc Sánchez                      | 4x200 m vrije slag (m) | 12e       | series: 7:12.62 (12e)                                                |
|                                                                          |                        |           |                                                                      |
| Mireia Belmonte                                                          | 400 m vrije slag (v)   | 15e       | series: 4:08.12 (15e)                                                |
| Mireia Belmonte                                                          | 800 m vrije slag (v)   | 4e        | series: 8:25.55 (8e) finale: 8:18.55 (4e, NR)                        |
| Mireia Belmonte                                                          | 200 m vlinderslag (v)  | Goud      | series: 2:06.64 (1e) halve finale: 2:06.06 (2e) finale: 2:04.85 (1e) |
| Mireia Belmonte                                                          | 200 m wisselslag (v)   | 16e       | series: 2:12.58 (15e) halve finale: 2:13.33 (16e)                    |
| Mireia Belmonte                                                          | 400 m wisselslag (v)   | Brons     | series: 4:32.75 (2e) finale: 4:32.39 (3e)                            |
| Patricia Castro                                                          | 200 m vrije slag (v)   | 35e       | series: 2:00.71 (35e)                                                |
| Duane da Rocha                                                           | 100 m rugslag (v)      | 15e       | series: 1:00.87 (15e) finale: 1:00.85 (15e)                          |
| Duane da Rocha                                                           | 200 m rugslag (v)      | 19e       | series: 2:11.17 (19e)                                                |
| Judit Ignacio                                                            | 100 m vlinderslag (v)  | 30e       | series: 59.61 (30e)                                                  |
| Judit Ignacio                                                            | 200 m vlinderslag (v)  | 19e       | series: 2:09.82 (20e)                                                |
| Jessica Vall                                                             | 100 m schoolslag (v)   | 16e       | series: 1:07.07 (14e) halve finale: 1:07.55 (16e)                    |
| Jessica Vall                                                             | 200 m schoolslag (v)   | 10e       | series: 2:24.55 (11e) halve finale: 2:24.22 (10e)                    |
| María Vilas                                                              | 800 m vrije slag (v)   | 19e       | series: 8:36.43 (19e)                                                |
| María Vilas                                                              | 400 m wisselslag (v)   | 19e       | series: 4:42.52 (19e)                                                |
| Erika Villaécija                                                         | 10 km open water (v)   | 17e       | 1:59:04.8 (17e)                                                      |
| África Zamorano                                                          | 200 m rugslag (v)      | 25e       | series: 2:13.74 (25e)                                                |
| África Zamorano                                                          | 200 m wisselslag (v)   | 24e       | series: 2:14.87 (24e)                                                |
| Patricia Castro Melani Costa Fátima Gallardo Marta González              | 4x100 m vrije slag (v) | 13e       | series: 3:40.46 (13e, NR)                                            |
| Patricia Castro Melani Costa Fátima Gallardo África Zamorano             | 4x200 m vrije slag (v) | 16e       | series: 8:03.74 (16e)                                                |

Afghanistan · Albanië · Algerije · Amerikaanse Maagdeneilanden · Amerikaans-Samoa · Andorra · Angola · Antigua en Barbuda · Argentinië · Armenië · Aruba · Australië · Azerbeidzjan · Bahama's · Bahrein · Bangladesh · Barbados · België · Belize · Benin · Bermuda · Bhutan · Bolivia · Bosnië en Herzegovina · Botswana · Brazilië · Britse Maagdeneilanden · Brunei · Bulgarije · Burkina Faso · Burundi · Cambodja · Canada · Centraal-Afrikaanse Republiek · Chili · China · Chinees Taipei · Colombia · Comoren · Congo-Brazzaville · Congo-Kinshasa · Cookeilanden · Costa Rica · Cuba · Cyprus · Denemarken · Djibouti · Dominica · Dominicaanse Republiek · Duitsland · Ecuador · Egypte · El Salvador · Equatoriaal-Guinea · Eritrea · Estland · Ethiopië · Fiji · Filipijnen · Finland · Frankrijk · Gabon · Gambia · Georgië · Ghana · Grenada · Griekenland · Groot-Brittannië · Guam · Guatemala · Guinee · Guinee‑Bissau · Guyana · Haïti · Honduras · Hongarije · Hongkong · Ierland · IJsland · India · Indonesië · Irak · Iran · Israël · Italië · Ivoorkust · Jamaica · Japan · Jemen · Jordanië · Kaaimaneilanden · Kaapverdië · Kameroen · Kazachstan · Kenia · Kirgizië · Kiribati · Kosovo · Kroatië · Laos · Lesotho · Letland · Libanon · Liberia · Libië · Liechtenstein · Litouwen · Luxemburg · Macedonië · Madagaskar · Malawi · Malediven · Maleisië · Mali · Malta · Marshalleilanden · Marokko · Mauritanië · Mauritius · Mexico · Micronesië · Moldavië · Monaco · Mongolië · Montenegro · Mozambique · Myanmar · Namibië · Nauru · Nederland · Nepal · Nicaragua · Nieuw-Zeeland · Niger · Nigeria · Noord-Korea · Noorwegen · Oeganda · Oekraïne · Oezbekistan · Oman · Oostenrijk · Oost-Timor · Pakistan · Palau · Palestina · Panama · Papoea-Nieuw-Guinea · Paraguay · Peru · Polen · Portugal · Puerto Rico · Qatar · Roemenië · Rusland · Rwanda · Saint Kitts en Nevis · Saint Lucia · Saint Vincent en Grenadines · Salomonseilanden · Samoa · San Marino · Sao Tomé en Principe · Saoedi-Arabië · Senegal · Servië · Seychellen · Sierra Leone · Singapore · Slovenië · Slowakije · Soedan · Somalië · Spanje · Sri Lanka · Suriname · Swaziland · Syrië · Tadzjikistan · Tanzania · Thailand · Togo · Tonga · Trinidad en Tobago · Tsjaad · Tsjechië · Tunesië · Turkije · Turkmenistan · Tuvalu · Uruguay · Vanuatu · Venezuela · Verenigde Arabische Emiraten · Verenigde Staten · Vietnam · Wit-Rusland · Zambia · Zimbabwe · Zuid-Afrika · Zuid-Korea · Zuid-Soedan · Zweden · Zwitserland
Individuele Olympische Atleten · Olympisch vluchtelingenteam